# Dødning (band)
 For alternative betydninger, se Dødning. (Se også artikler, som begynder med Dødning)
Dødning er et sludge/stoner metal-band fra København, Danmark.
Gruppen har bl.a. spillet på Aalborg Metal Festival i 2010. Gruppen blev nomineret til "Talentprisen" ved Danish Metal Awards i 2009, for deres selvbetitlede debut-EP Dødning. Senere samme år udkom debutalbummet For Wolves And Vultures.

## Diskografi
- 2009 Dødning (EP)
- 2009 For Wolves And Vultures